# Akiem
Akiem est une entreprise de matériel ferroviaire française, structurée autour de deux activités :  la location de locomotives, locotracteurs, trains de passagers et la maintenance des locomotives.
Appartenant précédemment à la SNCF et au fonds DWS, elle est la propriété de la 
Caisse de dépôt et placement du Québec depuis décembre 2022.

## Actionnariat
Akiem est une société anonyme au capital de 195 527 060 euros, anciennement détenue à 50% par Transport et Logistique Partenaires SA (holding de la SNCF) et à 50% par un fonds géré par DWS, gestionnaire mondial d'infrastructures.
Le 1er août 2022, SNCF et DWS annoncent les négociations avec le canadien de la Caisse de dépôt et placement du Québec, pour la cession de leur filiale Akiem. L'acquisition est finalisée en décembre 2022.

## Histoire
La Société de gestion et de valorisation du matériel de traction (SGVMT) — dont le nom commercial est Akiem — est créée en 2008 dans le contexte d'ouverture à la concurrence du fret ferroviaire en France.
Confronté à une baisse de son activité, Fret SNCF vend une partie de son parc de locomotives à Akiem afin d’en optimiser la gestion. Akiem démarre ainsi son activité de location de locomotives, d’abord à son client principal, Fret SNCF, ainsi qu’à plusieurs filiales privées du groupe SNCF comme VFLI. Sa flotte se compose alors de 270 locomotives Alstom acquises via une opération de "sale and leaseback" .
En 2010, Akiem poursuit sa croissance en acquérant la flotte de locomotives de Veolia Cargo, puis commande les premières locomotives électriques TRAXX de Bombardier. Des G1000 Vossloh et des Class 77 EMD vont également compléter son parc.
En 2014, Ermewa Group achète 100 % des parts à TLP. Akiem investit dans 20 TRAXX DC2 de Bombardier Transportation. 
Début 2016, Ermewa cède 50 % des parts d'Akiem à Eurotraction, une société de DWS, (anciennement Deutsche Asset Management). Cette ouverture de capital permet de consolider la position d'Akiem sur ce marché, ainsi que d'accélérer son développement, tant en France qu'en Europe. Cette opération s’est accompagnée d’un refinancement structuré par un consortium de sept banques, permettant de refinancer le parc existant de locomotives et de soutenir la croissance future pour un montant d’un milliard d’euros. La structure de l’entreprise évolue alors avec la création d’Akiem Group qui devient la maison-mère d’Akiem SA.
Akiem achète 44 locomotives DE18 à Vossloh et signe un accord-cadre pour la fourniture de 52 TRAXX BR186 et BR185 à Bombardier.
Fin 2017, Akiem acquiert la société allemande mgw Service, une entreprise de prestations de service pour la maintenance des locomotives électriques et diesel. mgw Service dispose pour cela d’un réseau de sites de maintenance en Europe, dont le principal est situé à Krefeld, en Allemagne.
Akiem signe un nouveau contrat de financement de 140 millions d’euros en 2018. Une transaction sur un sale & lease back portant sur 45 Bombardier Traxx E 186 DABNL est signée avec NSR puis Akiem commande 10 locomotives TRAXX MS3 à Bombardier.  
Début 2020, l'entreprise rachète l'activité de location de matériel roulant de Macquarie European Rail, qui possédait près de 200 locomotives et automotrices ainsi qu'une centaine de wagons.
La maintenance de ses matériels ferroviaires est assurée dans le réseau de ses ateliers, partout en Europe, en Allemagne, en Suède, en Pologne et en Italie14. Le siège d'Akiem est à Saint-Ouen (93). Le président de son conseil d'administration est Fabien Rochefort.

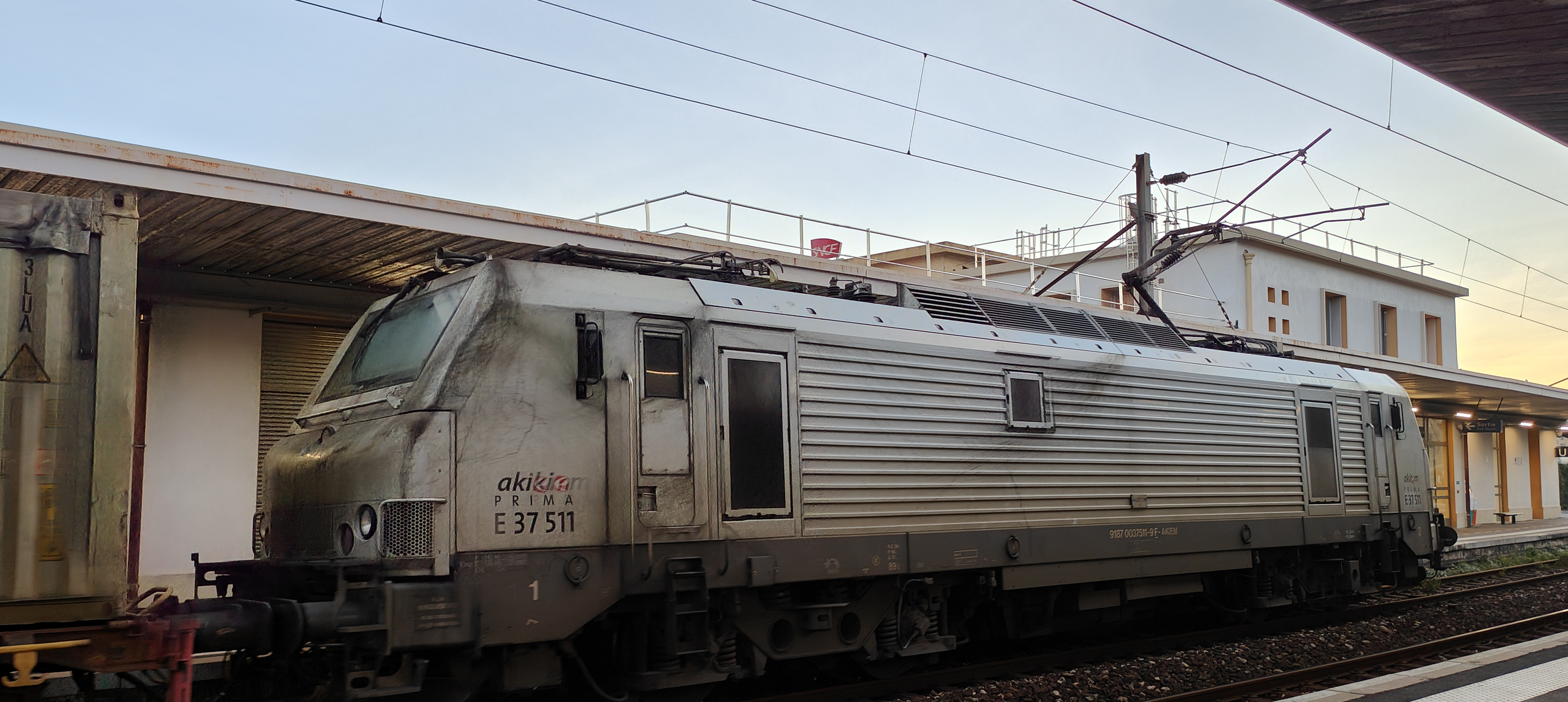
La locomotive à trois courants Akiem Prima E37 511 Alstom série BB 37000 transportant un fret en provenance de Vintimille photographiée à Menton Nov. 2023

Elle dispose d'un parc d'environ 750 matériels roulants (en comptant locomotives et trains de voyageurs), ce qui en fait l'un des principaux acteurs de ce marché au niveau européen. Ces matériels ferroviaires sont loués, tant aux filiales du groupe SNCF qu'aux autres opérateurs ferroviaires en France et en Europe, sous la marque « Akiem ».

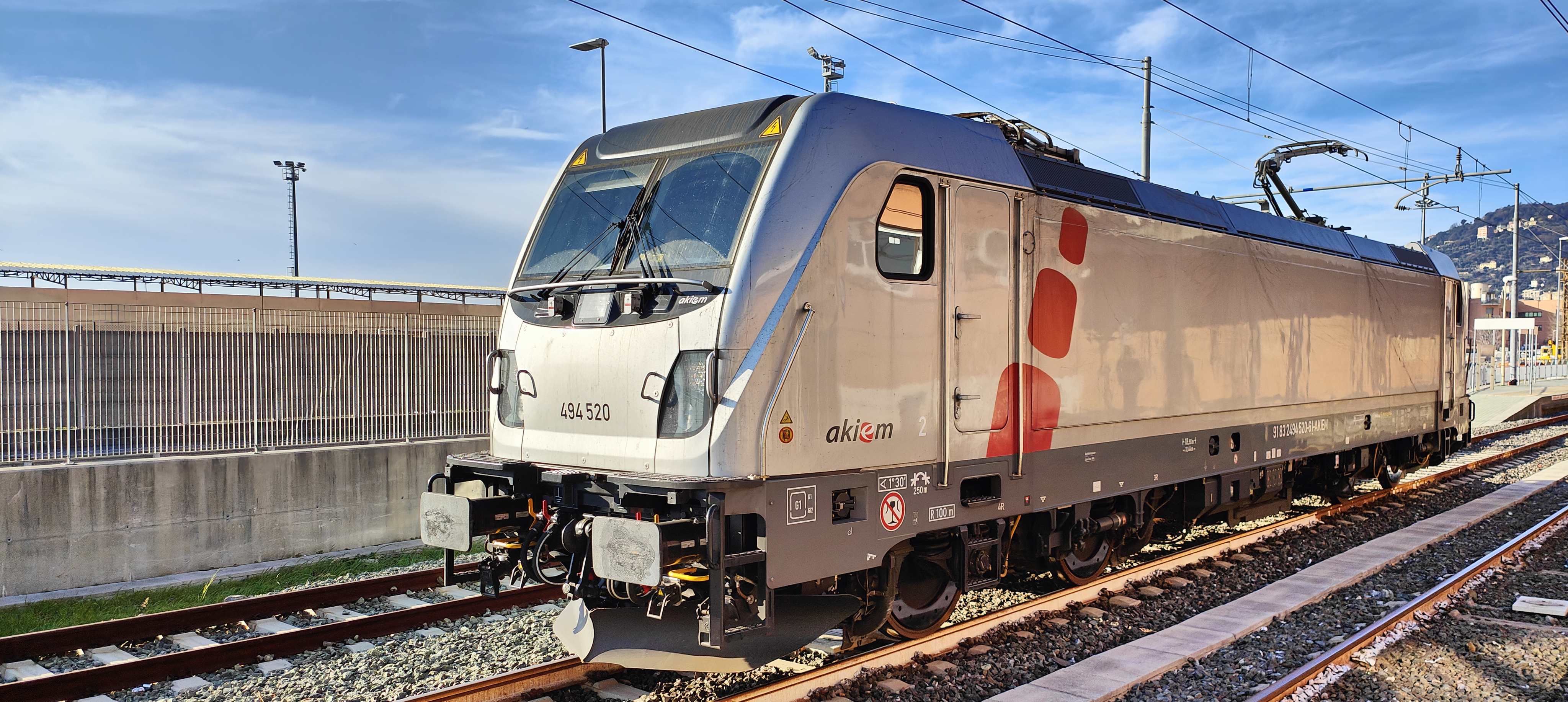
L'Akiem 494.520 qui opère également en Italie photographié à Gênes Voltri, un important terminal de fret du port de Gênes

## Matériel
La flotte d'Akiem est composée, par exemple, des matériels suivants,,,,:
En 2023, Akiem et la société Newag ont signé un contrat pour l'achat de 30 locomotives Dragon 2 à six essieux, dont 10 locomotives multisystèmes Dragon 2 et 20 Dragon 2 DC avec module de dernier kilomètre en diesel. Une option pour 50 locomotives supplémentaires a également été signé. Le contrat de 500 millions d'Euros, comprend des services d'entretien des locomotives pour une période de huit ans. Ces locomotives sont homologées pour la Pologne, la République Tchèque et la Slovaquie.
| Constructeur | Type        | Pays                                                   | Utilisateurs | Illustration |
| ------------ | ----------- | ------------------------------------------------------ | --- | ------------ |
| Bombardier   | BR 185      | Allemagne, Autriche, France                            | ITL (Captrain), SNCF Voyageurs |              |
| Bombardier   | BR 186      | France, Allemagne, Autriche, Pologne, Italie, Pays-Bas | CTL Logistics, NS, Captrain, Fret SNCF, |              |
| Bombardier   | BR 187 AC 3 | Allemagne-Suisse-Autriche                              | Captrain |              |
| Alstom       | BB 27000    | France                                                 | VFLI, ECR, Regiorail, Europorte, Combiwest,OSR France, Naviland Cargo, ETF Services, Colas Rail                                                                                |              |
| Alstom       | BB 37000    | France, Allemagne, Suisse                              | CTL Logistics, CFL Cargo, mcm logistics, Captrain Deutschland, Teutoburger Wald-Eisenbahn, VFLI, Saar Rail, HSL Logistik, Colas Rail, ETF Services, Holzlogistik and Güterbahn |              |
| Alstom       | BB 36000    | France, Belgique, Maroc                                | Thello, OCP et ONCF, B-Logistics |              |

| Constructeur         | Type      | Pays                                          | Utilisateurs                                                            | Illustration |
| -------------------- | --------- | --------------------------------------------- | ----------------------------------------------------------------------- | ------------ |
| GEMAFER (VFLI)       | BB 400    | France                                        |                                                                         |              |
| Alstom               | BB 75000  | France                                        | VFLI,TSO,OSR France, Intercités (75100 transformées en 75300, Fret SNCF |              |
| Alstom               | BB 75100  | France-Allemagne-République Tchèque-Slovaquie | TSO, CFL Cargo, VFLI, Fret SNCF                                         |              |
| Vossloh              | G 1000 BB | Italie                                        | Captrain Italie                                                         |              |
| Vossloh              | G 1206 BB | France                                        |                                                                         |              |
| General Motors (EMD) | Class 77  | France                                        | VFLI                                                                    |              |
| Moyse, Fauvet Girel  | Y 8000    | France                                        | ECR, VFLI, TSO, CFL Cargo                                               |              |

## Clients
Akiem a pour clients des opérateurs ferroviaires et des donneurs d’ordre industriels et institutionnels. Citons par exemple parmi ces clients des entreprises  telles  que : VFLI (SNCF Participations),  ECR ( DB Schenker Rail), Thello (Trenitalia), Lineas, Europorte (Getlink), Rhenus Logistics, Arcelor Mittal, Colas, Eurovia ou encore CFL Cargo, Dutch Railways, Green Cargo, ÖBB, SNCB, PKP Group, Ferrovie della Stato, Italiane, etc. Akiem a également divers clients en Europe et au Maghreb qui louent des BB 37000 comme Captrain (la marque de fret ferroviaire hors France de la SNCF), ITL, HSL, CTL. NS série 189 de Bombardier. Akiem compte plus de 65 clients du fret ou du transport voyageurs.